# Diguetia albolineata
Diguetia albolineata är en spindelart som först beskrevs av O. Pickard-Cambridge 1895.  Diguetia albolineata ingår i släktet Diguetia och familjen Diguetidae. Inga underarter finns listade i Catalogue of Life.